# Cratocnema maculiventre
Cratocnema maculiventre är en stekelart som beskrevs av Szepligeti 1914. Cratocnema maculiventre ingår i släktet Cratocnema och familjen bracksteklar. Inga underarter finns listade i Catalogue of Life.